# Habenaria herminioides
Habenaria herminioides är en orkidéart som beskrevs av Friedrich Fritz Wilhelm Ludwig Kraenzlin. Habenaria herminioides ingår i släktet Habenaria och familjen orkidéer.
Artens utbredningsområde är Colombia. Inga underarter finns listade i Catalogue of Life.